# Jerry Van Dyke
Jerry Van Dyke (Danville, 27 luglio 1931 – Malvern, 5 gennaio 2018) è stato un attore statunitense, fratello minore dell'attore Dick Van Dyke.

## Biografia
Esordì in televisione nel Dick Van Dyke Show esibendo il suo talento di suonatore di banjo a quattro corde nel ruolo di Stacey, il fratello del protagonista Rob Petrie, interpretato appunto dallo stesso Dick Van Dyke.
Tra il 1989 e il 1997, interpreta Luther Van Dam nella sit-com Coach, che vide protagonista Craig T. Nelson.

## Vita privata
Van Dyke fu sposato con Carol Johnson dal 1957 al 1974. La coppia ebbe tre figli: Jerri Lynn, Kelly Jean e Ronald. La figlia Kelly Jean ebbe una breve carriera come attrice a luci rosse e una vita personale segnata dalla tossicodipendenza: si suicidò infine nel 1991 quando era sposata con l'attore Jack Nance.
Nel 1977 l'attore passò a nuove nozze, con Shirley Ann Jones.
Van Dyke era un accanito giocatore di poker e prese parte a una serie di tornei di poker per ESPN tra la fine degli anni novanta e l'inizio del decennio successivo.

## Filmografia

### Cinema
- Una fidanzata per papà (The Courtship of Eddie's Father), regia di Vincente Minnelli (1963)
- Giorni caldi a Palm Springs (Palm Springs Weekend), regia di Norman Taurog (1963)
- McLintock!, regia di Andrew V. McLaglen (1963)
- Love and Kisses, regia di Ozzie Nelson (1965)
- Angel in My Pocket, regia di Alan Rafkin (1969)
- W.A.R.: Women Against Rape, regia di Raphael Nussbaum (1987)
- Run If You Can, regia di Virginia L. Stone (1988)
- Moon Ring, regia di Scott Loye (2010)

### Televisione
- G.E. True – serie TV, episodio 1x06 (1962)
- Perry Mason – serie TV, episodio 7x23 (1964)
- The Cara Williams Show - serie TV, 1 episodio (1964)
- The Dick Van Dyke Show - serie TV, 4 episodi (1962-1965)
- The Andy Griffith Show - serie TV, 1 episodio (1965)
- Mamma a quattro ruote (My Mother the Car) - serie TV, 30 episodi (1965-1966)
- Quella strana ragazza (That Girl) - serie TV, 1 episodio (1967)
- Vacation Playhouse - serie TV, 2 episodi (1967)
- Una famiglia si fa per dire (Accidental Family) - serie TV, 16 episodi (1967-1968)
- Good Morning, World - serie TV, 1 episodio (1968)
- Gomer Pyle: USMC - serie TV, 1 episodio (1968)
- Headmaster - serie TV, 13 episodi (1970)
- Love, American Style - serie TV, 3 episodi (1970-1971)
- Le pazze storie di Dick Van Dyke (The New Dick Van Dyke Show) - serie TV, 1 episodio (1973)
- Mary Tyler Moore Show (Mary Tyler Moore) - serie TV, 2 episodi (1973)
- ABC Afterschool Specials - serie TV, 1 episodio (1976)
- 13 Queens Boulevard - serie TV, 9 episodi (1979)
- Visite a domicilio (House Calls) - serie TV, 1 episodio (1980)
- Fantasilandia (Fantasy Island) - serie TV, 2 episodi (1981)
- Love Boat (The Love Boat) - serie TV, 1 episodio (1982)
- Bravo Dick (Newhart ) - serie TV, 1 episodio (1983)
- Fresno - miniserie TV, 5 episodi (1986)
- Benvenuti a 'Le Dune' (Coming of Age) - serie TV, 1 episodio (1988)
- Babysitter (Charles in Charge) - serie TV, 1 episodio (1988)
- Nonna stiamo arrivando (To Grandmother's House We Go) - film TV (1992)
- The Drew Carey Show - serie TV, 1 episodio (1997)
- Grace Under Fire - serie TV, 1 episodio (1997)
- Coach - serie TV, 199 episodi (1989-1997)
- Merry Christmas, George Bailey - film TV (1997)
- Un angelo poco... custode (Teen Angel) - serie TV, 6 episodi (1998)
- You Wish - serie TV, 9 episodi (1997-1998)
- The New Addams Family - serie TV, 1 episodio (1998)
- Un detective in corsia (Diagnosis Murder) - serie TV, 1 episodio (1999)
- The District - serie TV, 1 episodio (2004)
- The Dick Van Dyke Show Revisited - film TV (2004)
- Pazzi d'amore (Committed) - serie TV, 1 episodio (2005)
- Prima o poi divorzio! (Yes, Dear) - serie TV, 7 episodi (2005)
- My Name Is Earl - serie TV, 1 episodio (2008)
- Aiutami Hope! (Raising Hope) - serie TV, 1 episodio (2011)
- The Millers - serie TV, 1 episodio (2013)
- The Middle - serie TV, 8 episodi (2015)

## Doppiatori italiani
Nelle versioni in italiano dei suoi film, Jerry Van Dyke è stato doppiato da:
- Cesare Barbetti in McLintock!
- Bruno Alessandro in My Name Is Earl
- Carlo Sabatini in Prima o poi divorzio!
- Renato Turi in Una fidanzata per papà
- Gino La Monica in Una famiglia si fa per dire
- Giorgio Lopez in The Middle
- Carlo Reali in The Millers
- Edoardo Nordio in McLintock! (ridoppiaggio)